# Coppa Sabatini 1990
La Coppa Sabatini 1990, trentottesima edizione della corsa, si svolse il 10 ottobre 1990 su un percorso di 208 km. La vittoria fu appannaggio dell'italiano Moreno Argentin, che completò il percorso in 5h16'02", precedendo il tedesco occidentale Andreas Kappes e il connazionale Maurizio Fondriest.

## Ordine d'arrivo (Top 10)
| Pos. | Corridore          | Squadra                     | Tempo    |
| ---- | ------------------ | --------------------------- | -------- |
| 1    | Moreno Argentin    | Ariostea                    | 5h16'02" |
| 2    | Andreas Kappes     | Toshiba                     | s.t.     |
| 3    | Maurizio Fondriest | Del Tongo                   | a 0'01"  |
| 4    | Stefano Colagè     | Jolly Componibili-Club 88   | s.t.     |
| 5    | Leonardo Sierra    | Selle Italia-Eurocar-Mosoca | s.t.     |
| 6    | Gilles Delion      | Helvetia-La Suisse          | s.t.     |
| 7    | Michael Wilson     | Helvetia-La Suisse          | s.t.     |
| 8    | Andrea Chiurato    | Amore & Vita                | a 0'06"  |
| 9    | Franco Ballerini   | Del Tongo                   | s.t.     |
| 10   | Rolf Sørensen      | Ariostea                    | a 0'08"  |